# Niels Juel (officer)
 Der er flere personer med dette navn, se Niels Juel (flertydig).
Niels Juel (24. juni 1786 på Valdemars Slot – 21. juni 1875 i København) var en dansk officer, bror til bl.a. Adolph Juel og Carl Juel-Brockdorff.
Han var søn af Frederik Juel og Magdalene Lucie Charlotte Rumohr, blev 1828 major og kammerherre, 1839 karakteriseret oberstløjtnant, 1842 chef for Den Kongelige Livgarde og karakteriseret oberst. Han var også patron for Roskilde adelige Jomfrukloster. Juel døde ugift.